# Femeie care se îmbăiază

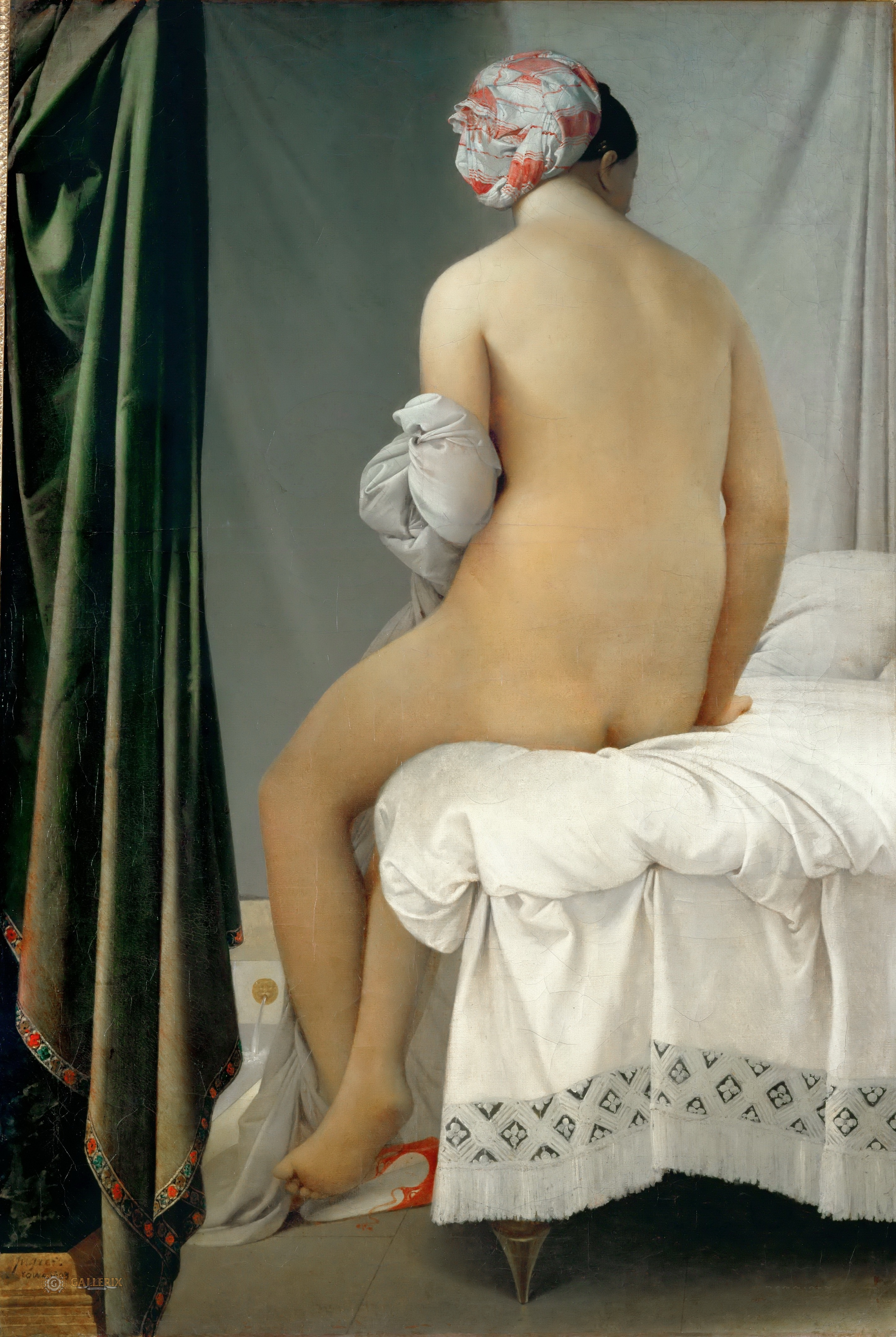
Femeie care se îmbăiază, 1808 ; 146 x 97,5 cm Muzeul Luvru, Paris

Femeie care se îmbăiază este un nud pictat pe pânză de Jean Auguste Ingres în 1808.
În timpul primei sale șederi la Villa Medici, în anul 1808, Ingres a pictat o femeie întoarsă cu spatele, care se pregătește să facă baie. Femeia stă pe niște perne moi, părul îl are înfășurat într-o basma, de brațul stâng îi atârnă un cearceaf de mătase. La picioarele ei zace, aruncat neglijent, un pantof rosu. Se lasă pradă gândurilor înainte de a intra în cadă, care e învelită parțial într-o pânză, împodobită cu o mică fântână arteziană sub forma unui cap de leu.
Nu i se vede chipul, ci doar i se conturează puțin pleoapele și vârful nasului. Ingres ne înfățișează o femeie frumoasă, de o goliciune desăvârșită, dar, în același timp, îi acoperă fața, fapt care sporește senzualitatea. Personajul este învăluit într-o lumină aurie, ce subliniază formele trupului cu carnație uniformă. Ingres afirma : "Formele frumoase sunt esențiale și pline, iar detaliile lor nu deranjează întregul compoziției".
Ca de obicei în lucrările lui Ingres, contururile sunt desenate foarte clar, extraordinar de curat, sporind senzația de liniște caracteristică stilului său. Un mare admirator timpuriu al acestei pânze a fost Edgar Degas. A văzut tabloul la un prieten de-al său, tatăl cunoscutului colecționar Edouard Valpincon. Degas a fost cel care l-a convins pe Valpincon să împrumute tabloul pentru Expoziția Universală de la Paris, din anul 1855.